# Saison
La saison és un estil de cervesa típica del Hainaut a Bèlgica, uns dels estils típics de la cultura de la cervesa belga reconeguda com a Patrimoni Cultural Immaterial de la Humanitat el 2016.

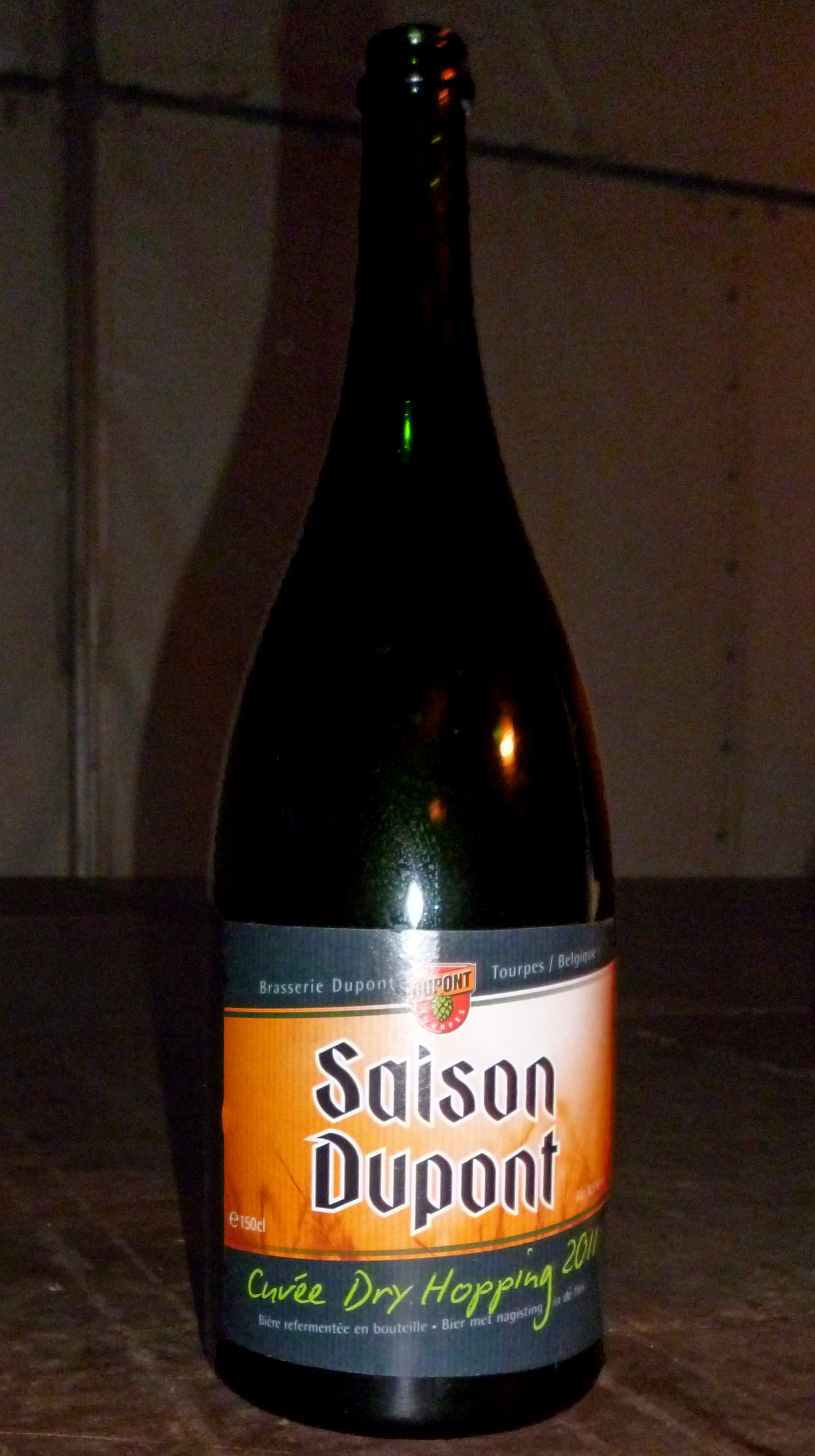
Saison Dupont

La paraula francesa saison vol dir estació, i indica que es tractava d'una cervesa estacional, generalment sense espècies i a base de malts foscs. Són parents amb les bières de garde (cerveses de provisió) del Nord - Pas de Calais de la França limítrofa, tot i que tenir un caràcter llupolós menys pronunciat i sense afegir espècies. Antigament, a la mateixa masia on es conreen els components, la cervesa es feia al febrer i març, com era l'única estació de l'any prou freda i propici per evitar fermentacions salvatges. Així es feia la provisió per tenir prou l'estiu següent al temps de la collita per als jornalers. Per evitar de destorbar la feina tot i tenir els segadors contents, calia una cervesa no gaire fort, lleugerament àcid i desalterant. També se'n feia una versió a molt baix grau d'alcohol, considerada aleshores més sa per als nens que l'aigua contaminada. A principis només es feia aquest tipus de cervesa a la província d'Hainaut, l'estil va inspirar també cervesers enllà de les fronteres provincials. Es considera la Saison Dupont com la mare de l'estil.
Unes «saison» destacades
Saison Dupont (1844), Saison 1900, Saison d'Epeautre, Saison de Pipaix.